# Rochefort (Charente-Maritime)
Rochefort é uma comuna francesa localizada no departamento de Charente-Maritime na região administrativa da Nova Aquitânia, no sudoeste da França.